# Dialeto da Antiga Novgorod
Dialeto da Antiga Novgorod (em russo:  древненовгородский диалект), também traduzido como antigo novgorodiano, é um termo introduzido pelo linguista russo Andrey Zaliznyak, para descrever as características linguísticas variadas dos escritos em casca de bétula ("berestyanaya gramota"), cartas escritas no antigo eslavo oriental que datam dos séculos XI ao XV e foram descobertas em Novgorod e em seus arredores. A primeira destas cartas foi encontrada em 26 de julho de 1951, por Nina Fedorovna Akulova, e pelo menos 1025 delas foram descobertas na sequência - 923 apenas em Novgorod. Atualmente, os estudos destas cartas representam um campo acadêmico consagrado na linguística histórica russa, que tem amplas implicações históricas e arqueológicas no estudo da Idade Média russa.